# تنظيم المجتمع
تنظيم المجتمع هو شكل من أشكال القيادة الذي يمكن تحويل موارد مجموعة أو قاعدة مجتمعية ما إلى القدرة على احداث التغيير. فيستند التنظيم على توظيف وتدريب وتطوير القيادة وخلق قيادات جديدة. باختصار، التنظيم يدور حول منح الأشخاص (القاعدة المجتمعية) القدرة (القصة والإستراتيجية) على احداث التغيير (نتائج حقيقية.

## الأشخاص
ان أول سؤال يسأله المنظم هو «من هم أشخاصي – من هي قاعدتي أو جماعتي» وليس «ما هي قضيتي».
القاعدة المجتمعية هي مجموعة من الأشخاص الذين «يقفون معاً» للتأكد من تحقيق أهدافهم. التنظيم لا يدور فقط حول ايجاد الحلول للمشاكل، بل حول إيجاد الأشخاص الذين يعانون من المشاكل ولكن يقومون بتوظيف مواردهم المتوفرة لحلِّها. والحفاظ على هذا الحل وبذلك بناء قدرة لحل غيرها.
المقدرة: ما هي؟ من أين أتت؟ كيف تعمل؟
مارتن لوثر كنج وصف القدرة على أنها «المقدرة على تحقيق الهدف». انها المقدرة التي يمكننا تشكيلها إذا كان اهتمامك في مواردي واهتمامي في مواردك ينتج عنه اهتمام في جمع هذه الموارد لتحقيق هذف مشترك (المقدرة معك). ولكن إذا كان حجم اهتمامي في مواردك أكبر من حجم اهتمامك في مواردي فبإمكاني التأثير على تبادلنا بشكل أكبر (المقدرة عليك).وبالتالي، فإن القدرة ليست صفة أو ميزة أو شيء معيّن، بل هي تأثير ناشئ عن العلاقة ما بين الاهتمامات والموارد.
فيمكننا خلق المقدرة عن طريق طرح الأسئلة الأربعة التالية والحصول على أجوبتها:
- ما هي اهتمامات قاعدتك المجتمعية؟
- من يوجد لديه الموارد الضرورية لتحقيق هذه الاهتمامات؟
- ما هي اهتمامات هؤلاء الأشخاص الذين يمتلكون هذه الموارد؟
- ما الموارد الموجودة لدى قاعدتك المجتمعية والتي يحتاجها الطرف الآخر لتحقيق اهتماماتهم؟

نحن نحصل على هذه المقدرة من الأشخاص، وبإمكان هؤلاء الأشخاص الذين يحتاجون إلى التغييرالقيام بتنظيم مواردهم ليحصلوا على القدرة التي يحتاجون إليها لإحداث هذا التغيير. ان الدور المميز لتنظيم المجتمع يكمن بإتاحة الفرصة لهؤلاء الذين يحتاجون أو يريدون التغيير بأن يصبحوا مسؤولين عن هذا التغيير، لأن هذا سيؤدي إلى تغيير أسباب المشكلة (عدم المقدرة بشكل أو بآخر) وليس فقط المشكلة نفسها.
بالتالي، فإن التنظيم ليس فقط التزام للتعرف على المزيد من القادة، بل إشراك هؤلاء القادة في نوع معين من العمل الدؤوب الذي يؤدي إلى بناء المقدرة لإحداث التغيير الضروري في حياتنا. ومن الجدير بالذكر أن تنظيم المقدرة يبدأ بالتزام الشخص نفسه الذي يسعى إلى حدوثه، وبدون هذا الالتزام فليس هناك أي موارد للبدء فيها، ويتجسد هذا الالتزام بتصرف وبعدها يبدأ المنظم مسؤوليته تحدي الأخرى ن بأن يقوموا بالمثل.

## التغيير
التغيير أمر محدد، ملموس وهام، كما يحتاج إلى التركيز على هدف معين يمكنه احداث فرق كبير، فالمهم هو ليس «خلق الوعي» أو إجراء محادثة مجدية أو إلقاء خطاب رائع، بل تحديد هدف واضح وشرح أهمية تحقيق هذا الهدف في احداث فرق كبير في مواجهة التحدي الذي يقابل قاعدتك.

## تنظيم المجتمع
تنظيم الأفراد لبناء القوة لتحقيق التغيير مبني على حسن توظيف خمسة ممارسات قيادية. هذه الممارسات الخمس بإمكانها إحداث فرق مع الافراد، ومع المجموعات، ومع العالم.
- قصة مشتركة
- علاقات التزامية مشتركة
- بُنية مشتركة
- استراتجية مشتركة
- عمل مشترك يمكن قياسه

المُنظم المجتمعي يعما من خلال 'الحملات'. والحملات هي موجات مُنسقة من النشاطات والفعّاليات مُركزة على تحقيق اهداف محددة في فترة زمنيّة مُحددة. تنطلق الحملات بإيقاع بطيء فنبني الاسس والمجتمع أولاً، ثم يسرع الإيقاع بعض الشيء بقمم متتالية حتى يتأجج في ذروة الحملة بما نسمية «قمة الجبل» وهنالك نعرف ان حققنا نجاح ام خسرنا وننهي حملتنا بالتعلم في هدوء.
قد نبدأ حملتنا بخمسة مُنظمين. كل منهم يُنظم اجتماعات في منزله لينظم 15 قيادي (أصبحنا 75 شخصاً). كل من 75 شخص يذهب طارق باب لباب لكي يُنظم ويجند 5 متطوعين ليقوموا بإجراء اتصلات هاتفية –بنك هاتفي (أصبحنا 375 شخصاً). لو كل منهم حصل من خلال بنك الاتصالات على 25 التزام من اشخاص للقيام بعمل محدد (مثلاً توقيع عريضة) أصبحنا 9375 شخصاً. خلال هذة العملية-ماذا فعلنا: تُطورنا القيادات، وضعنا الافتات، تتحدثنا مع الناس..الخ. وان احسنا الأداء، ستقوي حملتنا المجموعات أو المؤسسات القائمة عليها وستضيف لمواردها فلا تستهلكها أو تهلكها.